# 小行星9434
小行星9434（英語：9434）是一颗围绕太阳公转的小行星。1997年2月12日，小林隆男在大泉天文台发现了此天体。
这颗小行星的绝对星等为220.5604699623488等。